# Trio pour piano no 45 de Joseph Haydn
Le Trio pour piano no 45 est un trio pour piano, violon, et violoncelle Hob.XV.29 en mi bémol majeur de Joseph Haydn. Composé en 1797. 

## Structure
1. Poco allegretto
2. Andantino ed innocentemente (en si majeur, à 6/8)
3. Presto asaï (à 3/8)

## Source
- François-René Tranchefort, Guide de la musique de chambre, éd. Fayard 1989 p.439  (ISBN 2-213-02403-0)